# Francis John Dunn
Francis John Dunn (* 22. März 1922 in Elkader, Iowa, USA; † 17. November 1989) war Weihbischof in Dubuque.

## Leben
Francis John Dunn empfing am 11. Januar 1948 das Sakrament der Priesterweihe.
Am 1. Juni 1969 ernannte ihn Papst Paul VI. zum Titularbischof von Turris Tamalleni und bestellte ihn zum Weihbischof in Dubuque. Der Erzbischof von Dubuque, James Joseph Byrne, spendete ihm am 27. August desselben Jahres die Bischofsweihe; Mitkonsekratoren waren der Erzbischof von Saint Paul, Leo Binz, und der emeritierte Bischof von Winona, Edward Aloysius Fitzgerald.